# Chlorops laevicollis
Chlorops laevicollis är en tvåvingeart som beskrevs av Becker 1910. Chlorops laevicollis ingår i släktet Chlorops och familjen fritflugor. Inga underarter finns listade i Catalogue of Life.